# William Whewell
William Whewell (24. květen 1794, Lancaster – 6. březen 1866, Cambridge) byl anglický vědec, myslitel a anglikánský kněz. Vynikal renesanční šíří svých znalostí (která v jeho době už nebyla tak obvyklá), publikoval příspěvky z oboru fyziky, astronomie, geologie, ekonomie, filozofie, teologie, historie, ale psal i poezii, stejně jako hojně překládal (mj. Goetha, Platóna, Grotia). K nejuznávanějším patří jeho syntetické práce o historii vědy History of the Inductive Sciences z roku 1837 a The Philosophy of the Inductive Sciences z roku 1840. Ve filozofii byly ceněny jeho příspěvky k teorii indukce. Rád vymýšlel neologismy, připisuje se mu první užití některých dnes základních pojmů (například "vědec", "fyzik"), určitě vymyslel geologické pojmy katastrofismus či uniformitarianismus, pomáhal s novou terminologií i fyzikovi Michaelu Faradayovi, pojmy jako anoda a katoda pocházejí právě od Whewella.